# Talaudwaterhoen
Het talaudwaterhoen (Amaurornis magnirostris) is een vogel uit de familie van de rallen (Rallidae). De vogel werd in 1998 geldig beschreven door de Britse vogelkundige Frank R. Lambert. Het is een  endemische, door habitatverlies kwetsbare vogelsoort in de Indonesische  provincie Sulawesi Utara (Noord-Celebes). 

## Kenmerken
De vogel is 30,5 cm lang. Het is een forse, donkerkleurige soort waterhoen, maar een opvallend grote, bleekgroen gekleurde snavel. De kop is bruin en ook van boven is de vogel bruin, vooral donkerbruin gekleurd. De flanken zijn eveneens bruin en de borst en buik donkergrijs. De poten zijn olijfkleurig.

## Verspreiding en leefgebied
Deze soort is endemisch op de Talaudeilanden, een eilandengroep ten noorden van het eiland Celebes. Het leefgebied bestaat uit tropische bos, maar ook wel in gebieden met struikgewas zoals verwilderde plantages en de soort is ook in moerasgebieden waargenomen.

## Status
De talaudwaterhoen heeft een beperkt verspreidingsgebied en daardoor is de kans op uitsterven aanwezig. De grootte van de populatie werd in 2016 door BirdLife International geschat op 2500 tot 10.000 volwassen individuen en de populatie-aantallen nemen af door habitatverlies. Hoewel beschermde gebieden zijn aangewezen is het beheer daarvan gebrekkig. De overige leefgebieden worden aangetast door ontbossing waarbij natuurlijk bos wordt omgezet in gebied voor intensief agrarisch gebruik. Ook de aanwezigheid van een niet inheemse soort rijstrat (Rattus argentiventer) vormt een mogelijke bedreiging. Om deze redenen staat deze soort als kwetsbaar op de Rode Lijst van de IUCN.